# Anastasija Kolesava
Anastasija Kolesava (Wit-Russisch: Анастасія Колесава) (Babroejsk, 2 juni 2000) is een Wit-Russisch wielrenster.

## Carrière
Als eerstejaars juniore werd Kolesava nationaal kampioen op de weg. Een jaar later verdedigde ze haar titel met succes en werd ze ook nationaal kampioen tijdrijden. Beide jaren nam ze ook deel aan beide onderdelen op zowel de Europese als de wereldkampioenschappen, zonder topnotering.

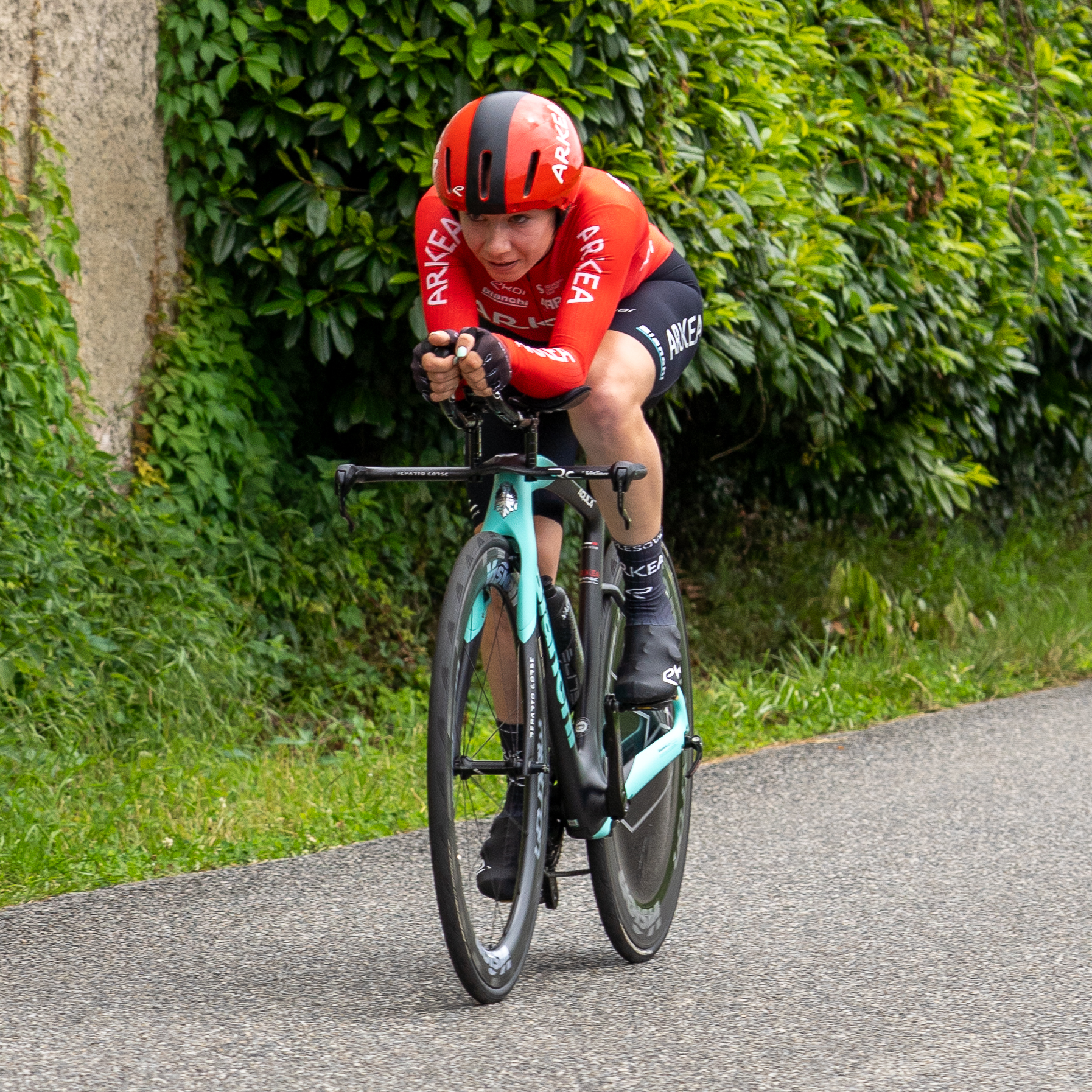
Kolesava in 2023

In 2019 werd Kolesava opgenomen in het WCC Team, de opleidingsploeg van de UCI. In drie seizoenen werd ze eenmaal nationaal kampioen tijdrijden bij de beloften en nam ze driemaal deel aan het wereldkampioenschap bij de eliterensters. In 2022 maakte ze de overstap naar Stade Rochelais Charente-Maritime. Ze nam dat jaar deel aan onder meer Parijs-Roubaix. Na één seizoen vertrok ze naar Arkéa. namens die ploeg maakte ze haar debuut in de Ronde van Frankrijk. In de Ronde van Toscane van dat jaar won ze een etappe en werd ze, achter Alessia Vigilia en Rasa Leleivytė, derde in het eindklassement.
In 2025 maakte Kolesava de overstap naar CANYON//SRAM zondacrypto, dat haar na één seizoen overhevelde vanuit hun opleidingsploeg.

## Palmares

### Overwinningen
2017
 Wit-Russisch kampioene op de weg, Junioren
2018
 Wit-Russisch kampioene tijdrijden, Junioren
 Wit-Russisch kampioene op de weg, Junioren
2020
 Wit-Russisch kampioene tijdrijden, Beloften
2023
3e etappe Ronde van Toscane

### Resultaten in voornaamste wedstrijden
| Jaar | Ronde van Italië | Ronde van Frankrijk | Ronde van Spanje |
| ---- | ---------------- | ------------------- | ---------------- |
| 2019 |                  |                     |                  |
| 2020 |                  |                     |                  |
| 2021 |                  |                     |                  |
| 2022 |                  |                     |                  |
| 2023 |                  | 115e                |                  |
| 2024 |                  |                     |                  |
| 2025 |                  |                     | 99e              |

| Jaar | Parijs-Roubaix |  | WK op de weg |
| ---- | -------------- |  | ------------ |
| 2019 |                |  | opgave       |
| 2020 |                |  | 84e          |
| 2021 |                |  | 70e          |
| 2022 | buit.tijd      |  |              |
| 2023 |                |  |              |
| 2024 |                |  |              |
| 2025 | 29e            |  |              |

## Ploegen
- 2019 – WCC Team
- 2020 – WCC Team
- 2021 – WCC Team
- 2022 –  Stade Rochelais Charente-Maritime
- 2023 –  Arkéa Pro Cycling Team
- 2024 –  Canyon//SRAM Generation
- 2025 –  CANYON//SRAM zondacrypto

Aintila · Bäckstedt · Bauernfeind · Bradbury · Consonni · Cromwell · Czapla · van der Duin · Dygert · Klöser · Kolesava · Martins · Niedermaier · Niewiadoma · Paladin · Skalniak-Sójka · Towers · Uttrup Ludwig